# شورآب‌مگس‌واران
شورآب‌مگس‌واران (نام علمی: Ephydroidea) نام یک بالاخانواده از subsection بی‌غلافکان است.